# كارلوس روجاس غوتيريز
كارلوس روجاس غوتيريز (بالإسبانية: Carlos Rojas Gutiérrez)‏ هو سياسي مكسيكي، ولد في 14 نوفمبر 1954 في مدينة مكسيكو في المكسيك. حزبياً، نشط في الحزب الثوري المؤسساتي. وقد انتخب عضو مجلس الشيوخ من المكسيك وانتخب عضو مجلس النواب المكسيك.